# Ryūnosuke Kusaka
Ryūnosuke Kusaka (草鹿 龍之介?, Kusaka Ryūnosuke; Prefettura di Ishikawa, 25 settembre 1893 – 23 novembre 1971) è stato un ammiraglio giapponese, attivo durante la seconda guerra mondiale.
Entrato nella marina imperiale giapponese nel 1913, si specializzò negli anni successivi in artiglieria navale e servì sulla navi da battaglia Mutsu e Yamashiro nel biennio 1920-1922. Negli anni successivi, distaccato al cantiere di Yokosuka, ebbe modo di avvicinarsi all'arma aerea della marina, della quale divenne uno dei massimi sostenitori, tanto che seguì corsi d'addestramento e divenne istruttore di volo a Kasumigaura. Alla fine degli anni venti completò inoltre gli studi al Collegio navale ed effettuò un viaggio negli Stati Uniti (1929). Nel 1933 divenne vicecomandante dell'incrociatore corazzato Iwate e, dopo un periodo di servizio a terra, salì al rango di capitano di vascello e assunse il comando della portaerei leggera Hosho. Il resto degli anni trenta lo vide capo di stato maggiore delle forze navali operanti in Cina e comandante della portaerei Akagi. Viste le sue competenze, nell'aprile 1941 fu nominato contrammiraglio e fu scelto come capo di stato maggiore della 1ª Flotta aerea, riunente la componente aeronavale della marina.
Come tale, Kusaka fu presente ed esercitò la propria influenza nel corso di avvenimenti importanti quali l'attacco di Pearl Harbor (7 dicembre 1941), la battaglia delle Midway (4-6 giugno 1942), le battaglie delle Salomone orientali (23-25 agosto) e delle Santa Cruz (26 ottobre). Dopo un periodo come capo di stato maggiore navale a Rabaul nel 1943, divenne a fine aprile 1944 capo di stato maggiore della Flotta combinata e viceammiraglio, contribuendo alla pianificazione delle future battaglia del Mare delle Filippine (19 giugno) e battaglia del Golfo di Leyte (23-26 ottobre), entrambe nette sconfitte giapponesi. Nel 1945 divenne comandante della 5ª Flotta aerea, che tuttavia non diresse in battaglia causa la resa del Giappone. Lasciò il servizio militare nei mesi seguenti e, sparito dalla scena pubblica, morì nel 1971.

## Biografia

### Avvio della carriera
Ryūnosuke Kusaka nacque il 25 settembre 1893 nella prefettura di Ishikawa, figlio di un uomo d'affari di successo e cugino di Jin'ichi Kusaka. Si iscrisse in giovane età all'Accademia navale giapponese di Etajima e fece parte della 41ª classe, formata da 118 allievi; egli ottenne il brevetto di aspirante guardiamarina il 19 dicembre 1913 (quattordicesimo tra i compagni di studi) e fu subito assegnato all'incrociatore corazzato Adzuma. L'11 agosto 1914 passò a bordo dell'incrociatore protetto Otowa e il 1º dicembre di quell'anno ebbe la promozione a guardiamarina, quindi il 19 luglio 1915 fu brevemente trasferito sulla nave da battaglia Kawachi prima di prendere posto, dal 1º agosto, tra l'equipaggio dell'incrociatore corazzato Yakumo, impegnato in ricognizioni nell'Oceano Pacifico: in questo periodo fu nominato sottotenente di vascello (1º dicembre 1916). Il 10 ottobre 1917 fu riassegnato all'incrociatore da battaglia Kongo, ma vi rimase meno di due mesi, poiché dal 1º dicembre iniziò a frequentare il Corso base alla Scuola d'artiglieria navale; superatolo, passò il 20 maggio 1918 al Corso base della Scuola siluristi. Il 1º dicembre, concluso anche il secondo studio, fu imbarcato sul cacciatorpediniere di scorta Kuwa, sul quale fece esperienza per poco meno di un anno. Dal 1º dicembre 1919, dopo la promozione a tenente di vascello, seguì il Corso avanzato di alla Scuola d'artiglieria navale.

### Anni venti e trenta
Kusaka completò il secondo corso sull'artiglieria navale in meno di un anno e il 1º dicembre 1920 fu trasferito sulla nave da battaglia Mutsu in qualità di ufficiale addetto al controllo dell'equipaggiamento; poco dopo, il 10 febbraio 1921, passò sul cacciatorpediniere di scorta Susuki con il medesimo incarico e il 19 marzo fu integrato nell'equipaggio. Il 1º ottobre fu ancora spostato, questa volta a bordo della nave officina Kanto, sulla quale servì per diversi mesi. Il 10 giugno 1922 tornò a bordo di una nave da battaglia, segnatamente la moderna Yamashiro, tuttavia il 20 novembre ebbe ordine di tornare a terra in qualità di aiutante presso il cantiere navale di Yokosuka e lo stato maggiore che lo presiedeva. Lavorò per oltre due anni a Yokosuka e rimase profondamente colpito dalle possibilità dell'aeronautica militare, che proprio allora stava sviluppandosi grandemente nell'Impero giapponese, e ne divenne uno dei primi, accesi sostenitori. Dopo la ricca esperienza a Yokosuka, s'iscrisse al Corso A del Collegio navale a Tokyo (24ª classe), alta istituzione della marina imperiale giapponese che si occupava di formare ufficiali di stato maggiore. Gli studi lo tennero impegnato per circa due anni e il 1º dicembre fu anche promosso capitano di corvetta; quindi il 1º dicembre 1926, ottenuto il diploma, iniziò a prestare servizio nel gruppo aereo di stanza alla Stazione aerea dipendente dalla marina di Kasumigaura: dal 1º giugno 1927 ricoprì il ruolo d'istruttore presso la stazione e, al contempo, anche al Collegio navale. Il 10 dicembre 1928 si presentò come da ordini allo stato maggiore generale della marina, nel quale fu integrato; quindi il 10 agosto 1929 partì alla volta degli Stati Uniti d'America per completare e ampliare le proprie competenze, nonché apprendere la lingua inglese. Comunque, già l'11 ottobre dello stesso anno gli pervenne l'ordine di rientro.
Il 1º dicembre 1930 ebbe la promozione a capitano di fregata e fu integrato nello stato maggiore della 1ª Squadriglia aerea. Il 2 novembre 1931 tornò a compiti d'ufficio sia allo stato maggiore generale, sia al Ministero della marina: affiancò a questi il ruolo di istruttore al Collegio navale dal 1º dicembre. Il 1º settembre 1933 riprese il servizio in mare imbarcato sul vecchio incrociatore corazzato Iwate, del quale divenne vice comandante per oltre un anno. Il 22 ottobre 1934 si presentò al Comando aereo navale, che gli assegnò la responsabilità della sezione S1 dell'Ufficio amministrativo a partire dal 15 novembre; lo stesso giorno fu portato al grado di capitano di vascello. Il 16 novembre 1936 fu scelto quale nuovo comandante della portaerei leggera Hosho. Il 7 luglio 1937 ebbe inizio la seconda guerra sino-giapponese e Kusaka condusse operazioni aeronavali nel settore di Shanghai, in appoggio alle divisioni dell'esercito imperiale. Richiamato in patria a ottobre, il 16 del mese divenne assistente allo stato maggiore della 3ª Flotta ma, appena quattro giorni più tardi, fu aggregato a pieno titolo; divenne inoltre membro dello stato maggiore del Flotta dell'Area cinese. Il 15 gennaio 1938 lasciò tutti gli incarichi e si presentò allo stato maggiore generale in attesa di nuovi ordini. Il 25 aprile assunse il comando della sezione 1, Ufficio 1 in seno allo stato maggiore. Il 15 novembre 1939, in virtù della sua preparazione ed esperienze con l'aviazione militare, fu posto a capo della portaerei Akagi.

### La seconda guerra mondiale
Kusaka comandò la Akagi per quasi un anno, venendo nuovamente coinvolto in alcune operazioni nel teatro cinese. Tra il 15 ottobre e il 15 novembre 1940 ebbe una breve parentesi come assistente allo stato maggiore della Flotta Combinata, quindi con la promozione a contrammiraglio ebbe pure il comando della 4ª Unità aerea combinata. Il 15 gennaio 1941 fu trasferito alla testa della 24ª Flottiglia aerea, di stanza nelle isole del Mandato del Pacifico meridionale ma, tre mesi esatti più tardi, era già tornato in Giappone: fu scelto come capo di stato maggiore della 1ª Flotta aerea (la componente aeronavale della marina imperiale) affidata al viceammiraglio Chūichi Nagumo, ufficiale poco addentro alle problematiche e potenzialità dell'aviazione. In tale veste portò aspre critiche al piano di attacco a sorpresa su Pearl Harbor stilato e proposto dall'ammiraglio Isoroku Yamamoto, comandante in capo della Flotta combinata: in presenza di questi affermò trattarsi di una costruzione strategica frutto di dilettantismo. Quando però il piano fu in linea di massima accettato dallo stato maggiore, Kusaka sostenne la ferma intransigenza di Yamamoto nel coinvolgere tutte le sei portaerei di squadra; un voltafaccia riconducibile al suo forte pragmatismo. Kusaka era a bordo dell'ammiraglia Akagi il 7 dicembre 1941 e, dopo i vittoriosi colpi inferti alla Flotta del Pacifico dalle prime due ondate, consigliò al viceammiraglio Nagumo, già scettico sull'invio di una terza ondata, di non lanciare ulteriori incursioni: difatti gli aeroplani si sarebbero imbattuti in un avversario ormai in allarme e ciò avrebbe comportato perdite pesanti. Messe a tacere le proteste del comandante degli stormi aerei, capitano di fregata Mitsuo Fuchida, Nagumo e Kusaka decisero di tornare in patria senza attaccare obiettivi di vasta importanza strategica come i serbatoi di combustibile e gli arsenali.
Fu presente a tutte le operazioni compiute dalla 1ª Flotta aerea nel suo insieme, compresa la cruciale battaglia a Midway (4-6 giugno) durante la quale convinse Nagumo ad attendere che un numero congruo di caccia avesse fatto rifornimento per scortare un gruppo di bombardieri in picchiata sulle portaerei statunitensi. In seguito alla disastrosa sconfitta e allo scioglimento della 1ª Flotta aerea, Kusaka divenne capo di stato maggiore della 3ª Flotta il 14 luglio 1942, erede della precedente: in quanto tale, fu presente alla battaglia delle Salomone Orientali (23-25 agosto) e alla battaglia delle isole Santa Cruz (26 ottobre), entrambe combattute nel contesto della lunga campagna di Guadalcanal ma rivelatesi non decisive. Il 23 novembre, rientrato in Giappone, assunse il comando della Stazione aerea di Yokosuka, che tenne per un anno. Il 20 novembre 1943 fu trasferito come assistente allo stato maggiore della Flotta dell'Area sud-orientale (comandata da suo cugino), operante sul fronte delle Salomone e della Nuova Guinea; il 29 novembre ne divenne il capo di stato maggiore. Dallo stesso giorno, inoltre, ricoprì la medesima carica per l'11ª Flotta aerea, una grande unità dipendente. Il 6 aprile 1944, dopo essere stato prelevato da Rabaul dove si trovava il suo quartier generale e rimpatriato, divenne capo di stato maggiore della Flotta combinata, promozione cui fece seguito la nomina a viceammiraglio il 1º maggio. Il nuovo ruolo lo affiancò al comandante della Flotta combinata, ammiraglio Soemu Toyoda, e alle pianificazioni per la difesa delle isole Marianne e delle Filippine. In particolare, Kusaka si trovò temporaneamente al comando della Flotta combinata nell'ottobre 1944, quando l'ammiraglio Toyoda rimase bloccato sull'Isola di Formosa dalle incursioni della Terza Flotta statunitense; fu lui che il 20 ottobre, dopo lo sbarco statunitense a Leyte, attivò i movimenti navali previsti dalla direttiva Shō-Gō 1, i quali portarono alla disfatta del Golfo di Leyte (23-26 ottobre). Kusaka espresse subito dopo la propria contrarietà alla tattica dei kamikaze, introdotta nel corso dello scontro.
Kusaka rimase capo di stato maggiore della Flotta combinata sino al 24 giugno 1945, affiancando per un breve periodo il ruolo di capo di stato maggiore del Quartier generale supremo della marina (25 aprile-24 giugno 1945). Fu quindi trasferito a disposizione dello stato maggiore generale della marina, che il 18 agosto lo nominò comandante della 5ª Flotta aerea in sostituzione del viceammiraglio Matome Ugaki, decollato tre giorni prima e rimasto ucciso in combattimento. L'Impero giapponese si era però già arreso agli Alleati e il 2 settembre la capitolazione incondizionata fu ufficializzata.

### Ritiro e morte
Dopo aver supervisionato la smobilitazione delle sue forze, Kusaka fece rapporto al Ministero della marina il 10 ottobre 1945; cinque giorni più tardi rassegnò le dimissioni dal servizio attivo. Si ritirò a vita privata e morì il 23 novembre 1971, all'età di 78 anni.

## Nella cultura di massa
Il viceammiraglio Ryūnosuke Kusaka è stato interpretato dall'attore giapponese Ichirō Ryūzaki nel film nippo-americano Tora! Tora! Tora!, uscito del 1970.